# Lontra-europeia
A lontra-europeia (Lutra lutra), também conhecida como lontra-euroasiática, lontra-comum ou lontra-do-velho-mundo, é uma espécie de lontra da família dos mustelídeos.
Juntamente com outras duas espécies, a Lutra maculicollis e a Lutra sumatrana, formam o género Lutra.

## Estatuto de Conservação
A nível global é considerada uma espécie ameaçada (NT)

A nível nacional é considerada uma espécie pouco preocupante (LC)

Em Espanha é considerada uma espécie vulnerável (V)

## Proteção Legal
Convenção de Berna, Decreto-lei 316/89 de 22 de Setembro (anexo II) 

Convenção de Washington (CITES), Decreto-lei 114/90 de 5 de Abril (anexo I A) 

Diretiva Habitats, Decreto-lei 140/99 de 24 de Abril (anexo B II e B IV)

## História Evolutiva
Considera-se que os Lutrinae do género da Lontra estão filogeneticamente ligados aos géneros Aonyx e Amblonyx, sendo Lutra e Lutrogale géneros próximos, relacionados filogeneticamente com Pteronura. Enhydra tem uma posição divergente em relação aos demais Lutrinae.

O primeiro mustelídeo conhecido com adaptações à vida aquática é o Potamotherium valletoni (Geoffroy, 1833), do Stampiano-Burdigaliano (Oligoceno) Francês, sendo habitualmente considerado como estando na base da linha evolutiva dos Lutrinae.
 
Os mais antigos registos fósseis do género Lutra, Lutra palaeindica  e Lutra licenti, datam, pelo menos, do final do Plioceno Asiático. Na Europa, os primeiros fósseis de Lutra datam, igualmente, do Plioceno, Lutra bressana e Lutra affinis, mas não são muito relevantes para a determinação da origem das formas atuais. Lutra lutra aparece na Europa a partir to Plistoceno (Quartenário), possivelmente como um imigrante da região oriental.

## Morfologia

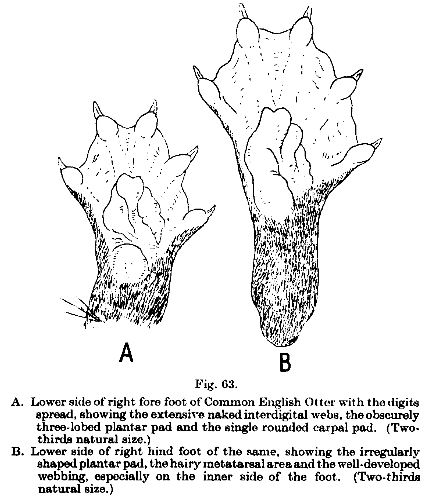
Imagem representando as (A) patas traseiras e as (B) patas dianteiras da lontra-europeia.

### Morfologia Externa
A lontra tem uma pelagem espessa e brilhante. A cor do pêlo é variável, contudo, apresentam um padrão geral definido: geralmente, o pêlo é castanho-escuro na parte superior, tornando-se progressivamente mais claro nas regiões inferiores. Possuem, por vezes, uma mancha clara na garganta (creme ou mesmo branca), por baixo do queixo ou lábio inferior, de dimensão e forma variáveis, que permite o reconhecimento individual. Esta pelagem, é constituída por duas camadas de pêlos: a interna, impermeável, constituída por uma densa camada de pêlos (de 10–15 mm), que captura pequenas bolhas de ar, isolantes, e permanece seca enquanto o animal mergulha, e uma camada externa, também impermeável, cuja eficácia é comprovada pelo facto de não existirem diferenças de peso apreciáveis entre indivíduos secos e indivíduos molhados.
A lontra possui um corpo alongado, fusiforme e muito flexível, que lhe confere grande hidroninamismo. O pescoço é curto, embora largo e a cabeça é achatada, provida de pequenas orelhas. Os olhos são pequenos e estão deslocados para a parte superior da cabeça, não apresentando uma posição lateral como em muitos mustelídeos. A localização das orelhas, nariz e olhos, na parte superior da cabeça, permite que os mesmos se mantenham fora de água quando a lontra nada à superfície. A linha superior do rhinarium (nariz), preta e sem pêlos, forma um ‘W’. No focinho encontram-se longos pêlos sensoriais (de aproximadamente 25 cm), as vibrissas, que parecem ter uma função na deteção de presas dentro de água.
A cauda, cujo comprimento é um pouco maior que metade do comprimento total do corpo e da cabeça, é ligeiramente achatada horizontalmente, larga e forte na base e mais pontiaguda na extremidade, que funciona como leme quando o indivíduo está a nadar. 
As patas possuem palmas e cinco dedos muito separados, entre os quais existe uma forte membrana interdigital. As garras são pequenas e não retrácteis.
Inferiormente em relação à base da cauda, existem duas glândulas anais, cuja função exata não é, ainda, bem conhecida, mas que se julga estar relacionada com a marcação olfativa.

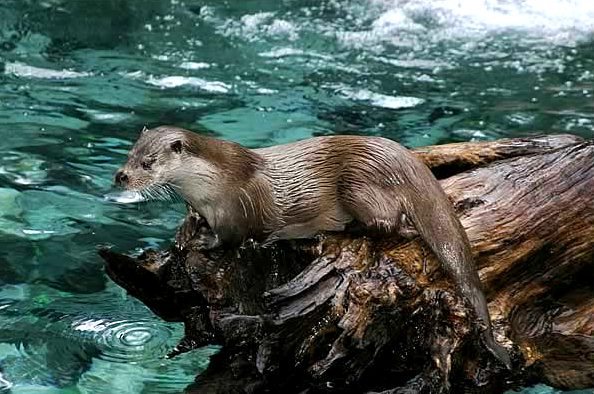
Lontra-europeia nos Pirenéus

### Morfologia Interna
O ritmo cardíaco da lontra é alterado quando mergulha, aumentando a eficácia da predação subaquática. A curvatura do cristalino possui capacidade de ser ajustada, permitindo, desta forma, a visualização de imagens focadas, tanto dentro como fora de água.

Quando o animal mergulha, os ouvidos e fossas nasais encontram-se hermeticamente encerrados, uma vez que são valvulares.

### Dimorfismo sexual
A espécie apresenta um dimorfismo sexual pouco acentuado, sendo o macho maior. O macho atinge, em média, 120 cm de comprimento (dos quais 45 cm correspondem à cauda) e entre 8 e 16 kg de peso. A fêmea, por sua vez, pode atingir um comprimento de cerca de 105 cm e pesa entre 6 e 12 kg.

## Ecologia

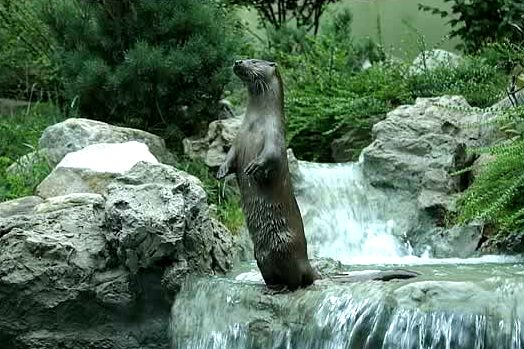
Lontra-europeia nos Pirenéus

### Habitat
Associada a zonas húmidas, podemos encontrar a lontra em águas continentais  (como rios, ribeiras, pauis, lagos e albufeiras), em estuários, e, também, em alguns pontos do litoral marinho. Vales remotos e sossegados, praias desertas rodeadas por costas rochosas escarpadas ou, ainda, lagoas de altitude são locais de potencial ocorrência da lontra.
Estes animais constroem as tocas e abrigos nas margens, apresentando uma abertura subaquática e uma de ventilação. Muitas vezes, aproveitam tocas abandonadas por outros animais ou troncos e sistemas radiculares de grandes árvores, criando um sistema de “galerias”, com várias entradas, uma subaquática e outras com abertura para o solo.
No litoral marinho, utilizam a vegetação, que envolve os pequenos cursos de água que desaguam na praia, e as falésias, como locais de abrigo e até mesmo de criação.

### Atividade
As lontras são animais silenciosos e difíceis de observar diretamente no seu habitat natural.
A lontra europeia possui hábitos principalmente noturnos matinais, e como todas as outras lontras, é um animal semiaquático. É um animal geralmente solitário, e ocupa um território que vai de 5 a 15 km, que é marcado com secreções odoríferas e fezes. O macho vive normalmente sozinho numa área que pode incluir o território de uma ou mais fêmeas. Elas constroem uma toca entre raízes de árvores, em troncos ocos ou numa cavidade rochosa, que às vezes possui uma entrada debaixo da água. No interior, caça no escuro, mas nas zonas costeiras é mais ativa durante o dia.

### Reprodução
A lontra pode reproduzir-se durante todo o ano, no entanto, acasala, sobretudo, no final do Inverno e início da Primavera (entre fevereiro e abril; épocas estas que se encontram directamente relacionadas com a disponibilidade alimentar local).
A gestação dura cerca de 9 semanas (60 a 63 dias) e a ninhada tem, habitualmente, entre 2 a 3 crias (podendo ter entre 1 a 5), que nascem cegas, sem dentes e com o tamanho de um rato, aproximadamente. As crias só saem das tocas ao fim de cerca de 3 a 4 meses, altura em que são encorajadas a nadar (a sua pele não é a prova de água até atingirem esta idade). São amamentadas durante cerca de 10 semanas e ficam com a mãe durante cerca de 1 ano. As lontras atingem o estado adulto aos 2 anos.

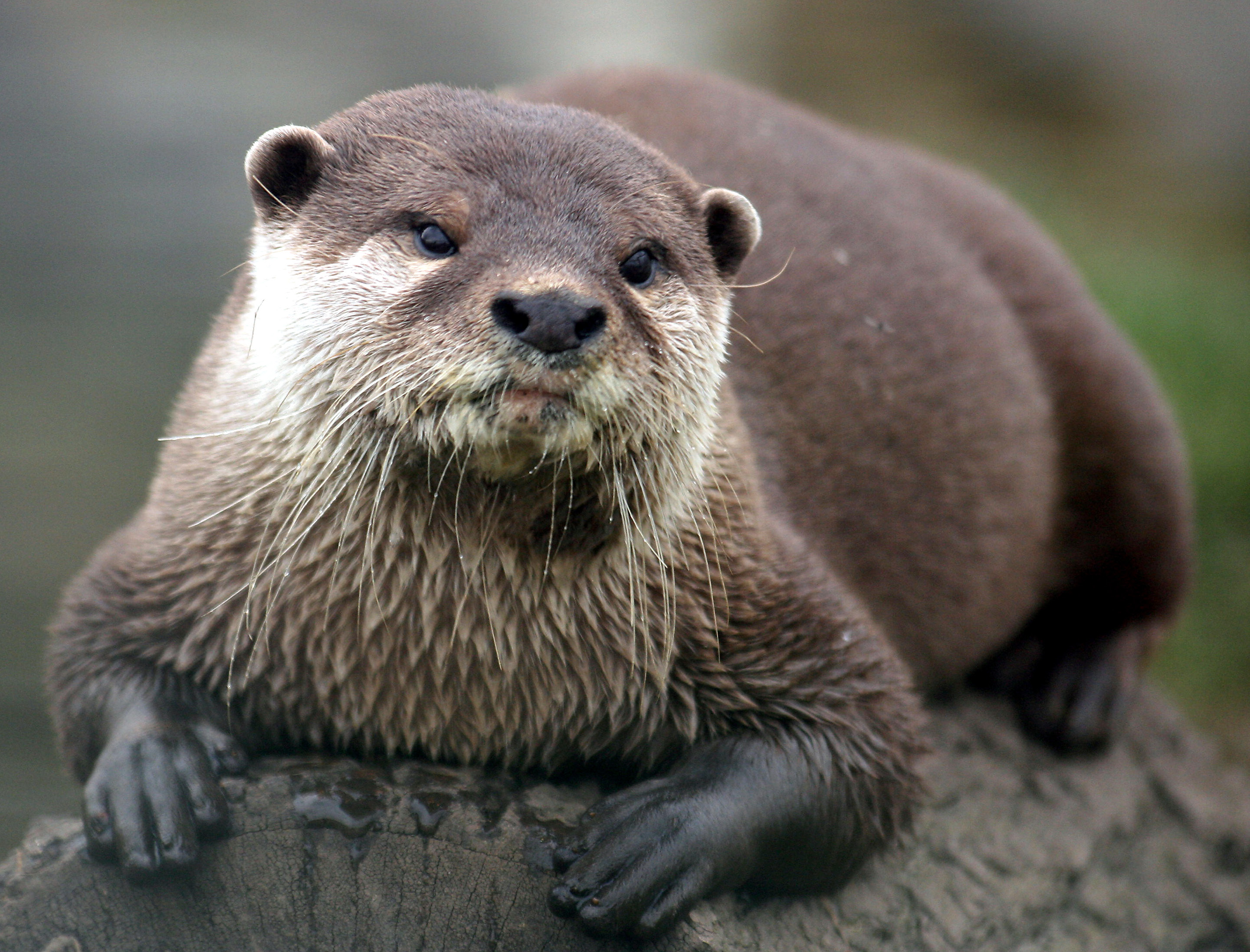
Lontra-europeia - Eagle Heights Wildlife Park, Kent, Inglaterra

### Comunicação
A lontra marca o seu território com dejetos e marcas odoríferas. Marcam, regularmente, os mesmos locais proeminentes (como pedras grandes no leito ou nas margens do rio) com as suas fezes, pelo que se acredita que estas desempenhem uma função fundamentalmente territorial.

### Indícios de presença
A pegada da lontra Europeia é característica, podendo ser facilmente reconhecida por um observador experiente. De dimensões superiores às de outros mustelídeos, apresentam um tamanho médio de 6 x 6 cm para as patas anteriores e 6 x 7,5 cm para as patas posteriores. Estas variam em função do substrato (neve, areia, lodo, solo argiloso, etc.), das condições atmosféricas e da forma de deslocamento (salto, corrida, marcha). Não é, pois, correto identificar uma pegada de tamanho reduzido como pertencente a um animal jovem. Quando o substrato o permite, as unhas, pequenas e redondas, ficam bem marcadas à frente dos cinco dedos.
Os caminhos abertos no meio da vegetação (ao nível do solo) pela passagem repetida do animal também são um indicador da sua presença. Bem como os rastos deixados nos locais onde a lontra se espoja para se enxugar ou por onde passa. Em substrato de areia é frequente a visualização da cauda e das pegadas da lontra a sair da água para a margem, a andar ao longo desta e a voltar à água.
Os dejetos da lontra, contrariamente ao aspeto típico dos mustelídeos, não apresentam forma nem tamanho definido. Mais pequenas do que seria de esperar, dado o porte da espécie, apresentam, em média, 1 a 2 cm de diâmetro e 4 a 6 cm de comprimento. Facilmente identificáveis, o seu aspeto assemelha-se, quando fresco, a uma massa preta mucilaginosa donde emergem, regra geral, escamas e vértebras de peixe. Ao fim de 3 dias, em condições atmosféricas normais, a cor torna-se progressivamente mais clara e o aspeto húmido e viscoso desaparece, o que leva a que se soltem os diferentes fragmentos que compõem o dejeto. O odor adocicado, inconfundível, semelhante a uma mistura de peixe e óleo de linhaça, é permanente e não se altera com o tempo. Utilizados na marcação das suas áreas vitais, são frequentemente localizados em pontos altos e visíveis (rochas, troncos no meio do rio), ou na confluência de duas linhas de água.
A existência de tocas ou de vestígios alimentares (sobejos de uma refeição em que a presa não foi totalmente ingerida) também nos indiciam a presença de lontras.

### Inimigos naturais
A lontra não tem predadores naturais conhecidos, constituindo o topo da cadeia alimentar. Pode ser atacada, num descuido, por um lobo ou lince.

### Alimentação
A lontra possui uma dieta maioritariamente piscívora, embora possua um amplo espectro alimentar (pode incluir anfíbios, aves aquáticas e caranguejos pequenos como também pequenos mamíferos, para além de invertebrados como crustáceos e insectos), que varia consoante a disponibilidade e abundância, local e sazonal, de presas.
Antes de mergulharem, as lontras respiram fundo, o que lhes permite que nadem debaixo de água durante mais de 4 minutos. Estes animais ouvem muito pouco quando mergulham, pelo que usam a sua óptima visão para encontrar alimento na água. As lontras usam as vibrissas para ajudar a detetar peixe em águas escuras.

### Longevidade
As lontras vivem entre 6 a 8 anos. 

A taxa de mortalidade é mais baixa no 1º ano de vida do que no 2º, quando se tornam independentes. Decorridos os dois primeiros anos, a lontra tem cada vez mais probabilidade de sobrevivência, sendo que a taxa de mortalidade se situa, a cada ano, nos 25%. No estado selvagem, poucos indivíduos devem ultrapassar os 10 anos de vida.

## Distribuição geográfica
Lutra lutra apresenta uma distribuição extremamente vasta. Encontra-se desde a costa ocidental da Irlanda e de Portugal até ao Japão, e das zonas árticas da Finlândia até à Indonésia e às zonas sub-saharianas da África do Norte. 

Portugal é quase um caso isolado na distribuição e abundância da lontra, uma vez que apresenta uma população distribuída regularmente pelo território e numa situação de relativa abundância, sendo das poucas populações viáveis ainda existentes. Principalmente nos países industrializados da Europa Ocidental, tem-se verificado um decréscimo acentuado das populações de lontras. A espécie chegou a estar extinta em países como a Holanda, Suíça, Luxemburgo e, ao que consta, na Bélgica. Embora as informações sejam mais escassas, sabe-se que tem havido um forte declínio na Escandinávia e na Europa de Leste.

## Fatores de Ameaça
- A poluição da água, seja qual for a sua origem (industrial, urbana ou agro-pecuária), tem efeitos diretos (perda de isolamento térmico do pêlo, alteração da fisiologia de reprodução) e indiretos (distrofia dos sistemas naturais, eutrofização, alteração da cadeia alimentar) sobre a lontra.
- A intensificação da utilização de pesticidas e fertilizantes na agricultura é um importante fator de contaminação dos cursos de água e lençóis freáticos, principalmente quando pulverizados sobre culturas associadas aos meios aquáticos (como os arrozais). Estes produtos organoclorados, juntamente com os PCB’s e metais pesados (mercúrio, zinco, chumbo, cádmio), constituem os compostos permanentes responsáveis pelo declínio das populações de lontra em vários países europeus afetando a capacidade reprodutora e a taxa de sobrevivência das crias.
- As explorações mineiras constituem importantes fontes de contaminação das águas interiores por metais pesados, principalmente quando a separação dos compostos metálicos se faz com produtos ácidos, processo comum nas minas do Nordeste de Portugal .
- A destruição da vegetação ripícola reduz as condições de abrigo nas margens, alimentação e segurança para a espécie. O empobrecimento do coberto vegetal reflete-se na produtividade dos cursos de água, onde a matéria orgânica (raízes, folhas secas, insetos) que chega ao rio é essencial para a manutenção da cadeia alimentar e o funcionamento de todo o ecossistema
- A regularização dos sistemas hídricos (nomeadamente através da transformação dos cursos de água em valas artificiais com a uniformização do substrato, no intuito de melhorar o escoamento hídrico) leva também à destruição total da mata ripícola e da vegetação aquática, modificando drasticamente o leito do rio e reduzindo a potencialidade do habitat, eliminando a alternância das zonas de remanso e de rápidos, essenciais para o refúgio, descanso, reprodução e alimentação. Esta uniformização cria dificuldades na actividade predatória da lontra, por falta de locais encaixados onde o animal possa encurralar as suas presas.
- A morte acidental por atropelamento ocorre mais frequentemente do que seria previsível numa espécie com hábitos semi-aquáticos. O aumento da intensidade de tráfego e da densidade viária, próximo ou sobre sistemas aquáticos, aumenta a probabilidade de colisão da lontra com os veículos automóveis.
- A morte por afogamento em redes de pesca (rede de emalhar).
- A perseguição direta (furtivismo) por pescadores, proprietários de estabelecimentos aquícolas e “bicheiros”. A lontra é considerada um competidor do Homem no que se refere aos recursos piscícolas, sendo frequentes os relatos de avultados prejuízos em tanques de piscicultura. Por outro lado, a espécie é caçada por desporto, pela sua carne ou ainda pela sua pele, que tem valor económico, apesar de ser ilegal a sua comercialização.
- A sobre-exploração dos recursos hídricos, nomeadamente a captação de água para fins agrícolas, geralmente associada às temperaturas elevadas que se fazem sentir no Verão, reduz a quantidade de alimento disponível e agrava os efeitos da poluição química e orgânica, criando situações de elevada eutrofização do meio.
- A crescente procura das zonas húmidas para o estabelecimento de novos centros turísticos.

## Medidas de conservação
- Melhorar eficácia de fiscalização sobre captura, abate e envenenamento.
- Promover a conservação e/ou recuperação dos habitats aquáticos e do meio circundante, sem prejuízo das limpezas e desobstrução das linhas de água necessárias à drenagem e funcionalidade da corrente.
- Assegurar o caudal dos cursos de água adequado às necessidades ecológicas da espécie e que simule as variações naturais dos regimes hidrológicos.
- Manter ou melhorar a qualidade da água  num estado ecológico favorável à conservação da espécie.
- Condicionar a captação de água em zonas de reprodução, alimentação e abrigo e durante os meses de menor escoamento (variável de ano para ano, de acordo com as condições hidrológicas).
- Restringir o uso de agro-químicos, adoptando técnicas alternativas como a proteção integrada e outros métodos biológicos.
- Implementar medidas/estruturas preventivas que reduzam a mortalidade acidental por atropelamento, nomeadamente passagens para fauna e sinalizadores rodoviários.
- Em casos em que a morte por afogamento em artes de pesca (redes de emalhar) se torne significativa, utilizar uma grelha metálica (essencialmente para nassas), que não altera a eficácia da pesca mas que impossibilita o acesso da lontra ao interior do engenho.
- Em situações de ataques regulares a pisciculturas, implementar dispositivos dissuasores da passagem e entrada desta espécie nas infra-estruturas de produção, tais como redes elétricas, sinais sonoros, luzes intermitentes, presença de cães, etc.
- Ordenar a expansão urbanoturística de forma a não afetar áreas mais sensíveis para a espécie, nomeadamente nas zonas litorais, como é o caso da Costa Sudoeste, em que a pressão turística é mais acentuada.
- Ter em atenção as áreas de distribuição da espécie quando da elaboração dos estudos de impacto ambiental. Fiscalizar o cumprimento das medidas de minimização e compensação de impactos e planos de monitorização previstos nas avaliações de EIA.
- Promover estudos sobre alguns aspetos da ecologia da espécie, à escala do microhabitat, e com a seguinte prioridade: dinâmica populacional, índices de PBC’s, estado de equilíbrio das populações, utilização espaço-temporal do habitat, relação predador-presa, avaliar prejuízos causados nas pisciculturas, avaliar eficácia das medidas preventivas. Monitorizar a espécie à escala nacional em intervalos de 5 anos.
- A lontra é uma espécie atrativa e cativante, podendo ser utilizada como forma de informar e sensibilizar o público não só para a sua conservação mas também para a importância das zonas húmidas em geral. Desenvolver campanhas de sensibilização e educação ambiental que envolvam os setores da população mais diretamente relacionados com a gestão e utilização dos ambientes aquáticos e ripícolas - autarquias, pescadores, “utilizadores” e gestores de meios aquáticos, professores - e que incidam sobre vários grupos etários.